# Hésychios Hiéros
Pour les articles homonymes, voir Hésychios.
Hésychios Hiéros, désigné également comme Hésychios le Prêtre, Hésychios le Sinaïte ou Hésychios de Batos est un théologien byzantin actif vers la fin du VIIe siècle ou le début du siècle suivant. 
Auteur des Deux centuries sur la sobriété et la vertu (Patrologia Graeca, 93, p. 1479-1544), il aurait été higoumène du monastère du Buisson Ardent au Sinaï. Il cite des auteurs du VIIe siècle (Jean Climaque et Maxime le Confesseur) et pourrait dater de la fin de ce siècle ou du début du siècle suivant.